# 중앙광장 (탐페레)

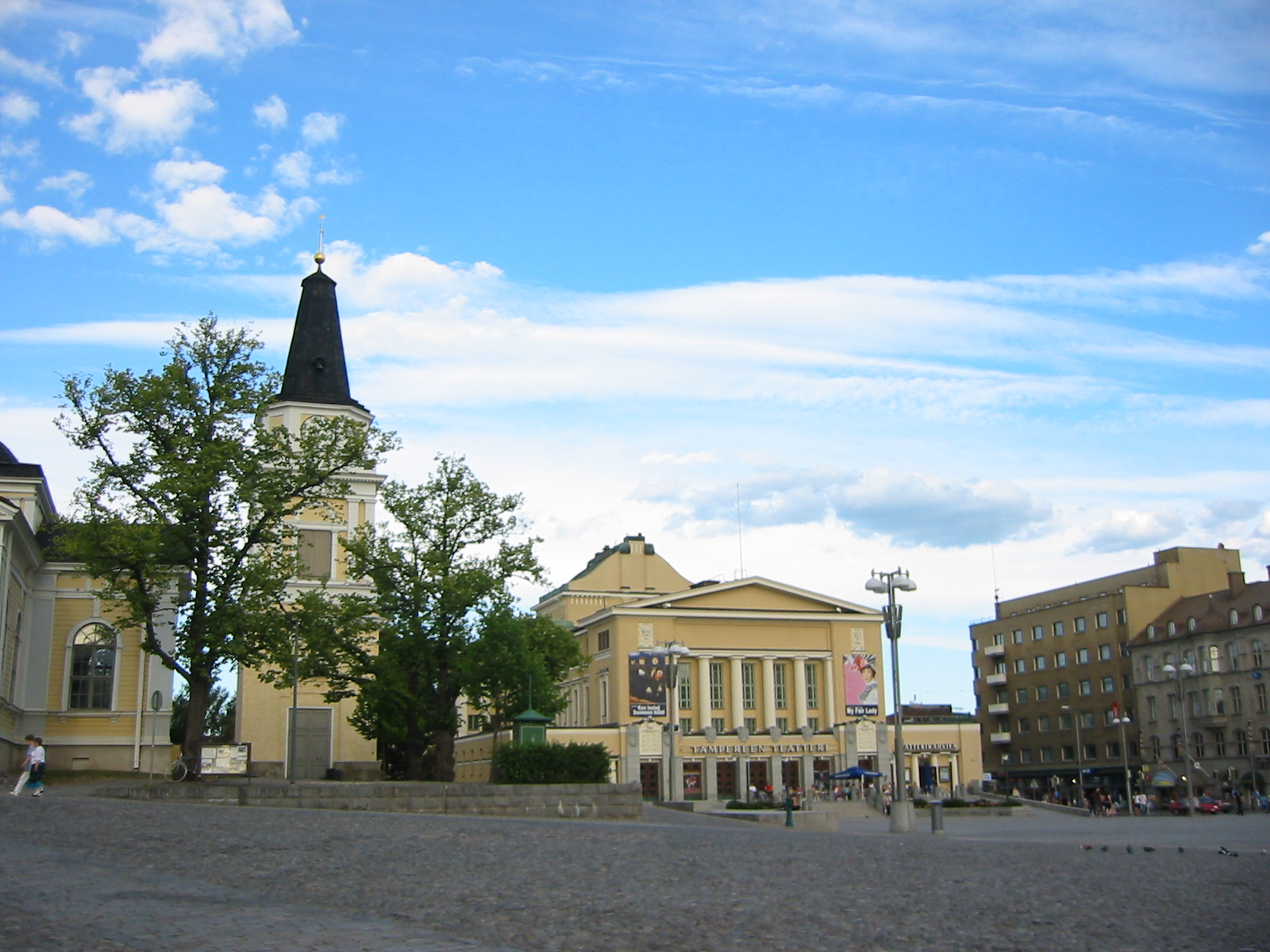

중앙광장(핀란드어: Keskustori 케스쿠스토리[*])은 핀란드 탐페레 중심가 해메가에 있는 광장이다. 타메르 여울 서안에 위치해 있으며, 광장 주위로 공회당, 구교회, 탐페레 극장을 비롯한 탐페레의 주요 건축물들이 배치되어 있다. 1936년 이전까지는 시장광장(핀란드어: Kauppatori)이라고 불렀다. 1830년대에 작성된 화재보험 문건에서는 "교회광장(Kirkkotori)"이라고 불렸음을 확인할 수 있다.
현재의 "중앙광장"이라는 이름은 1930년대에 광장이 더 이상 시장으로 사용되지 않았기 때문에, 도시의 중앙에 있다는 지리적 측면에서 개명된 것이다. 버스 교통 초창기인 1920년대에는 이 광장이 탐페레 및 그 주변 지역의 모든 버스의 기점이었다.

## 주변 건물

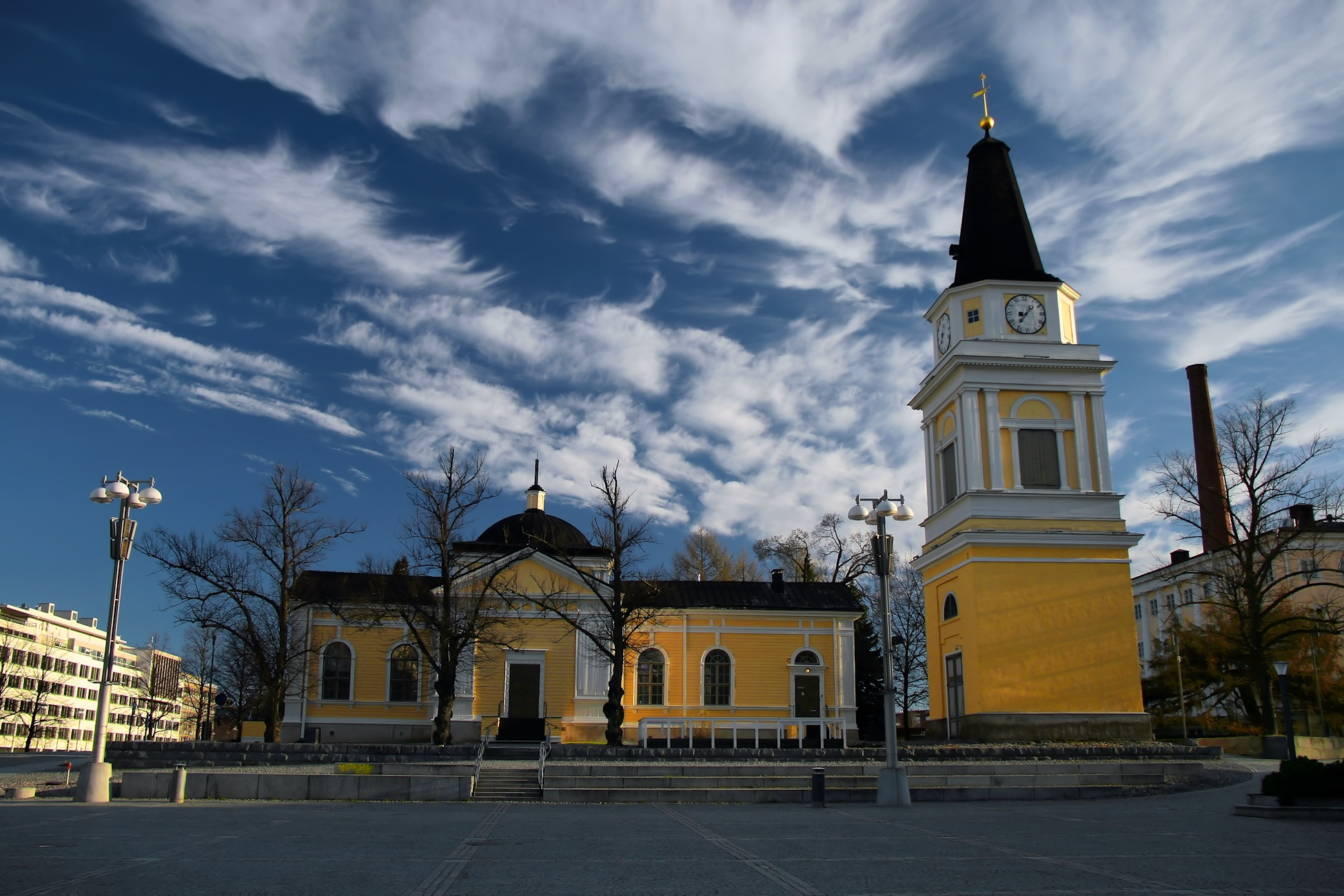
탐페레 구교회
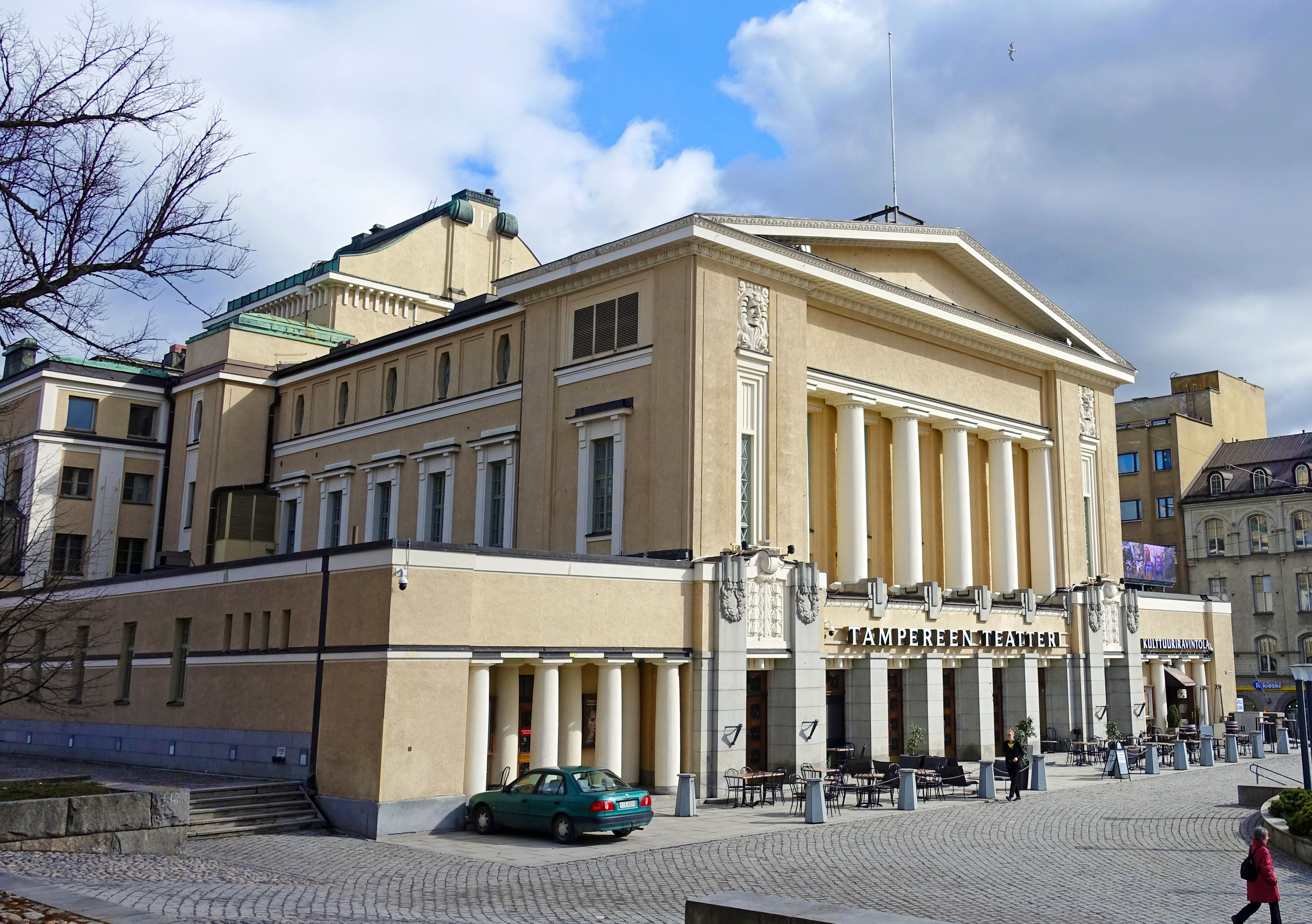
탐페레 극장
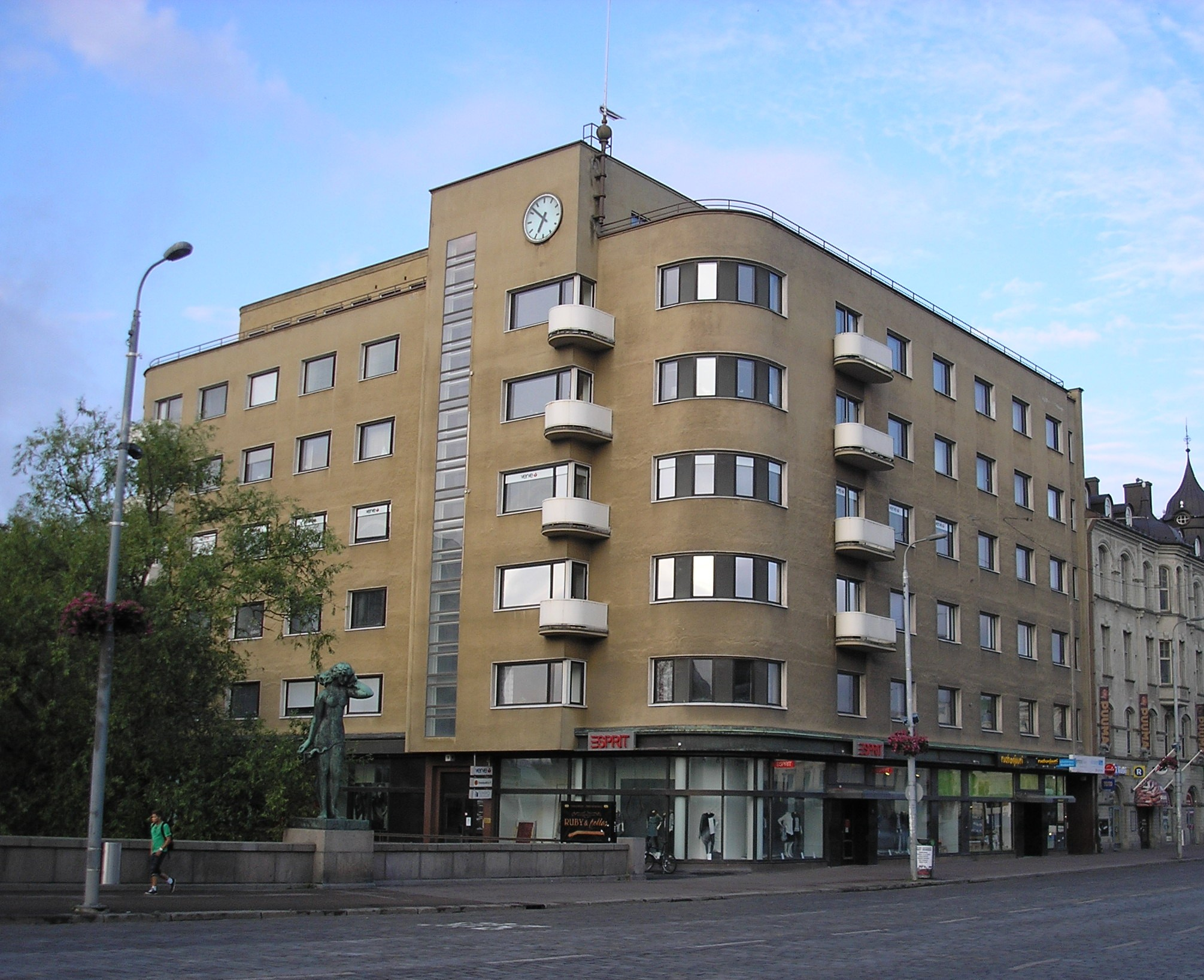
템폰 탈로
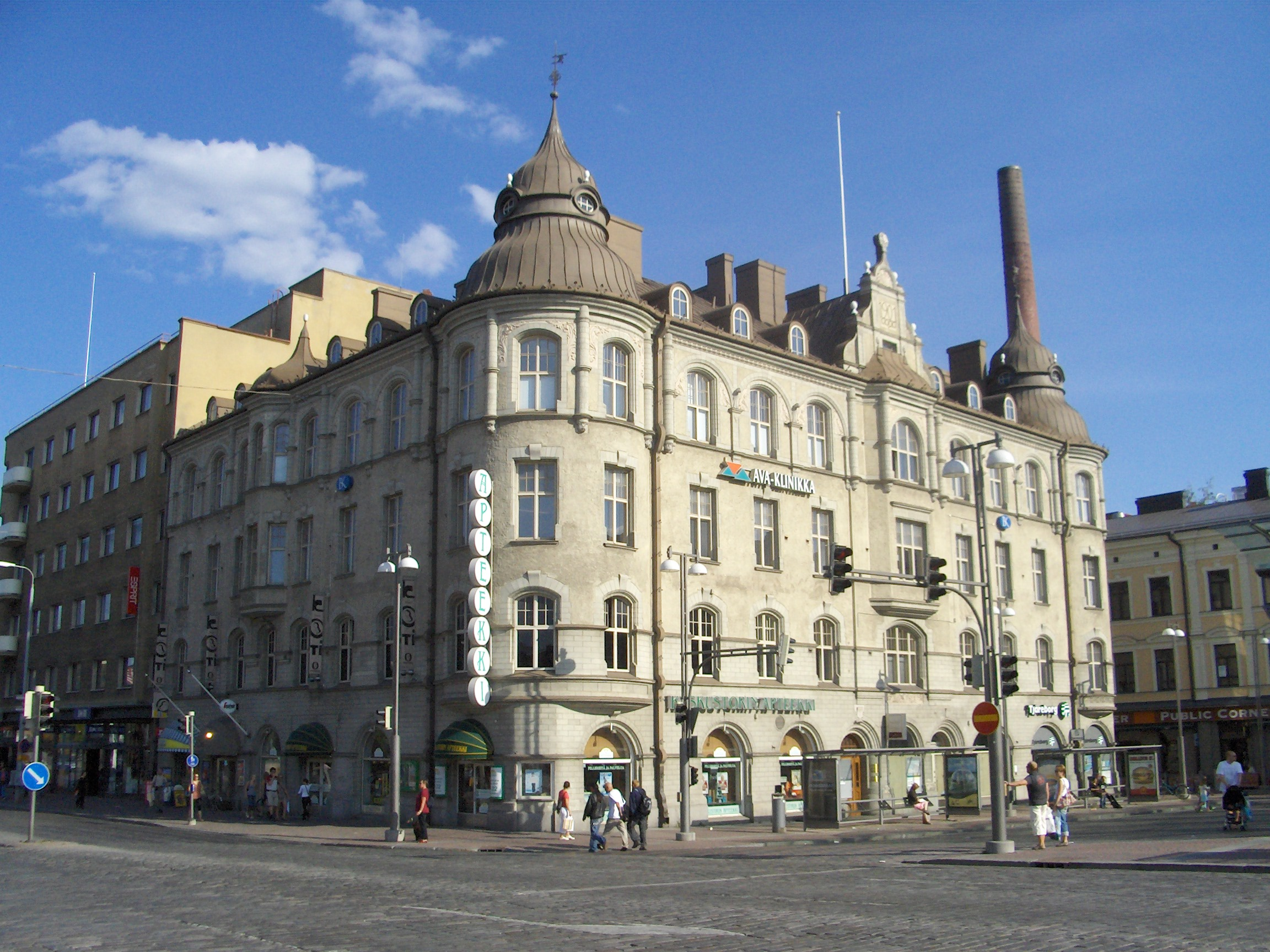
수멜리욱센 탈로
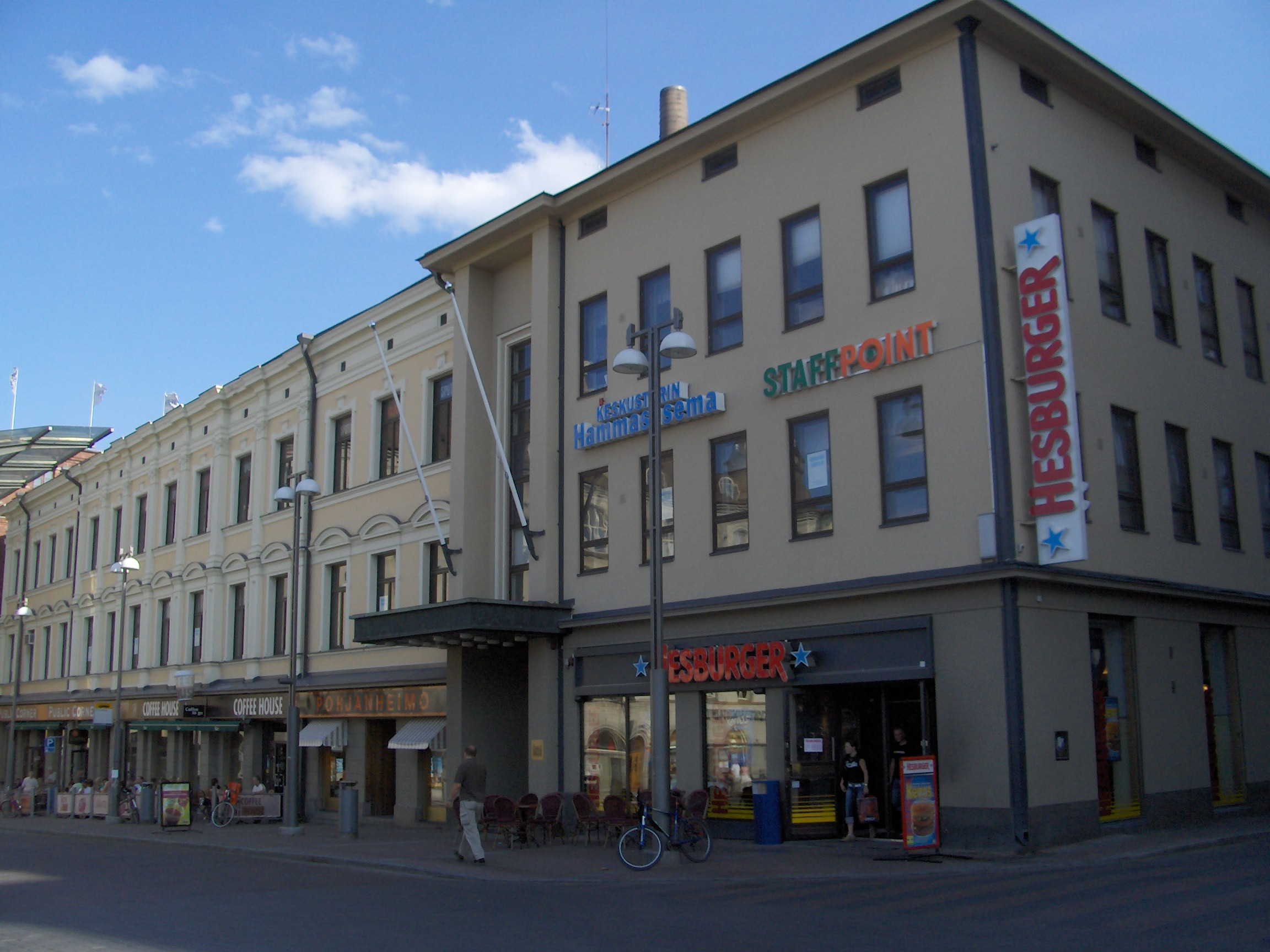
셀리닌 탈로
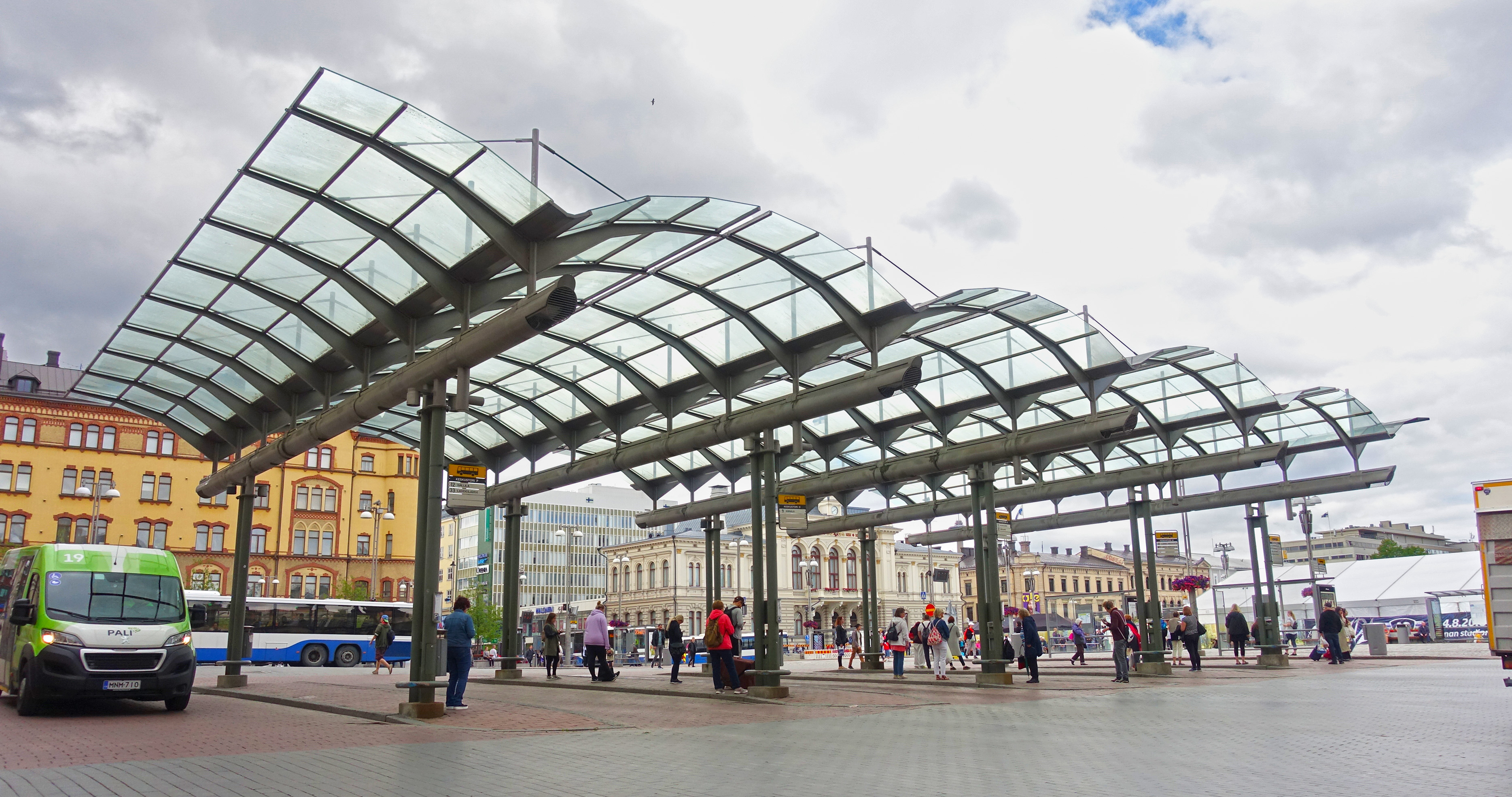
버스 정류장
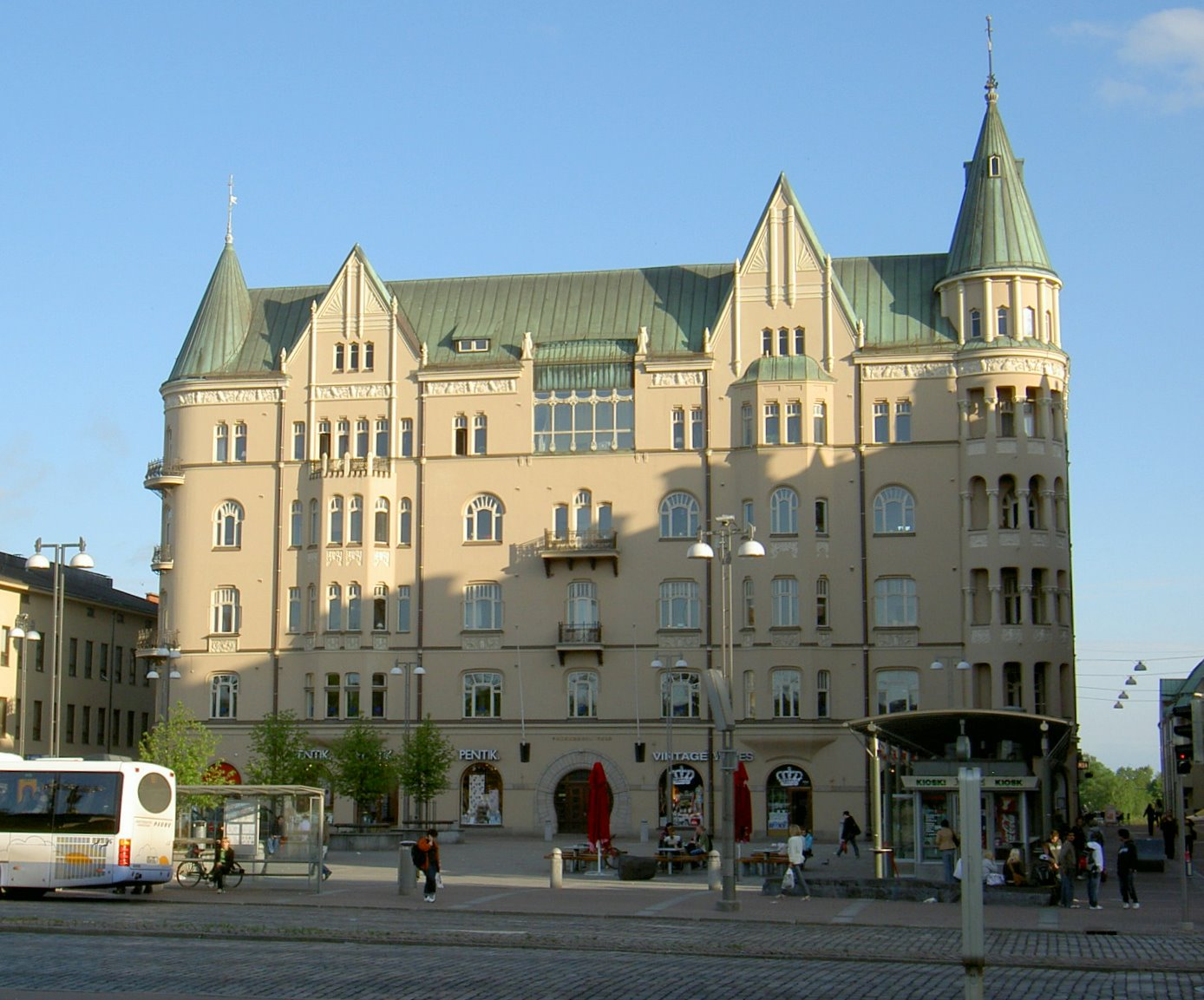
팔란데린 탈로
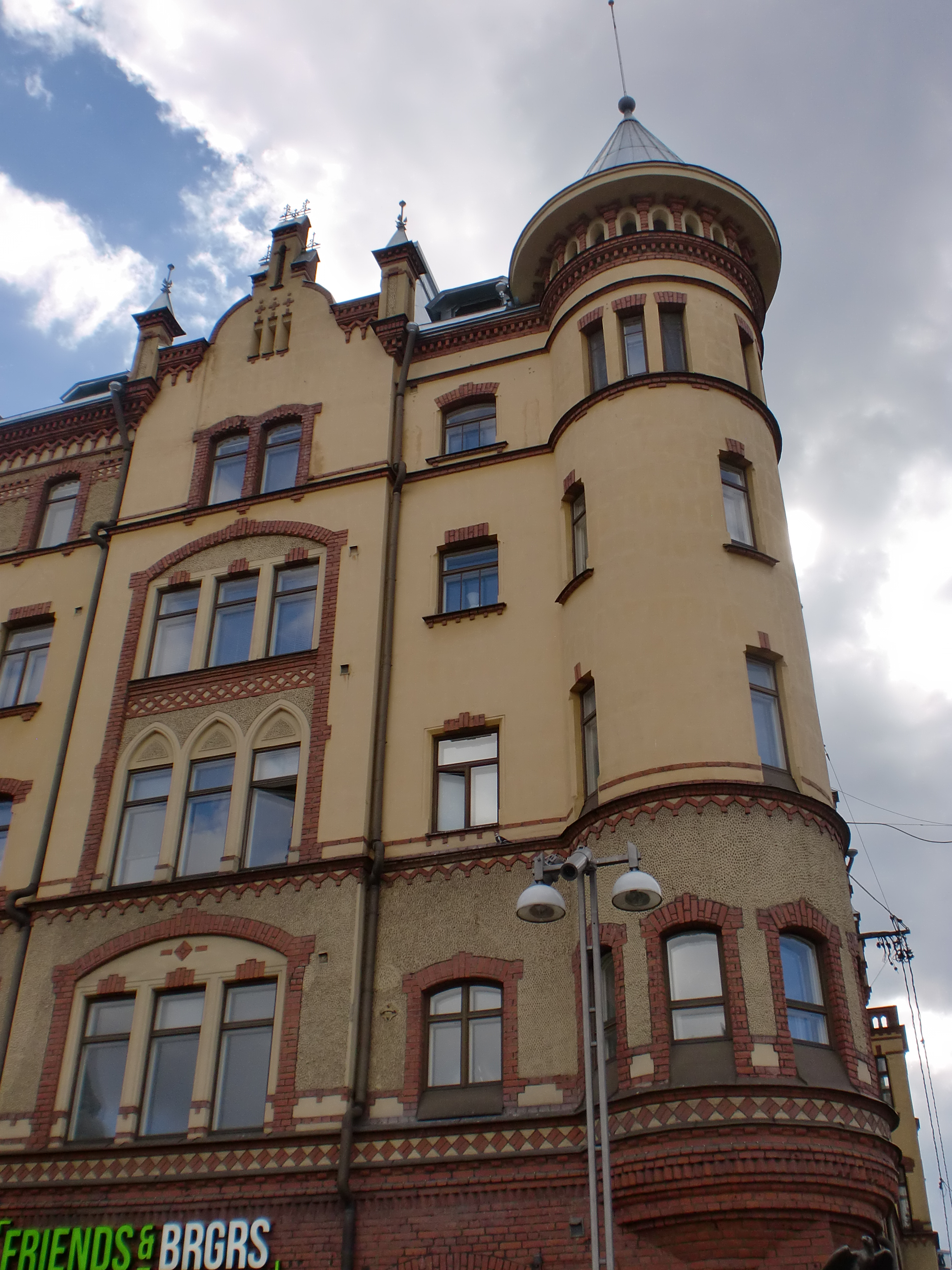
코메르켄 탈로
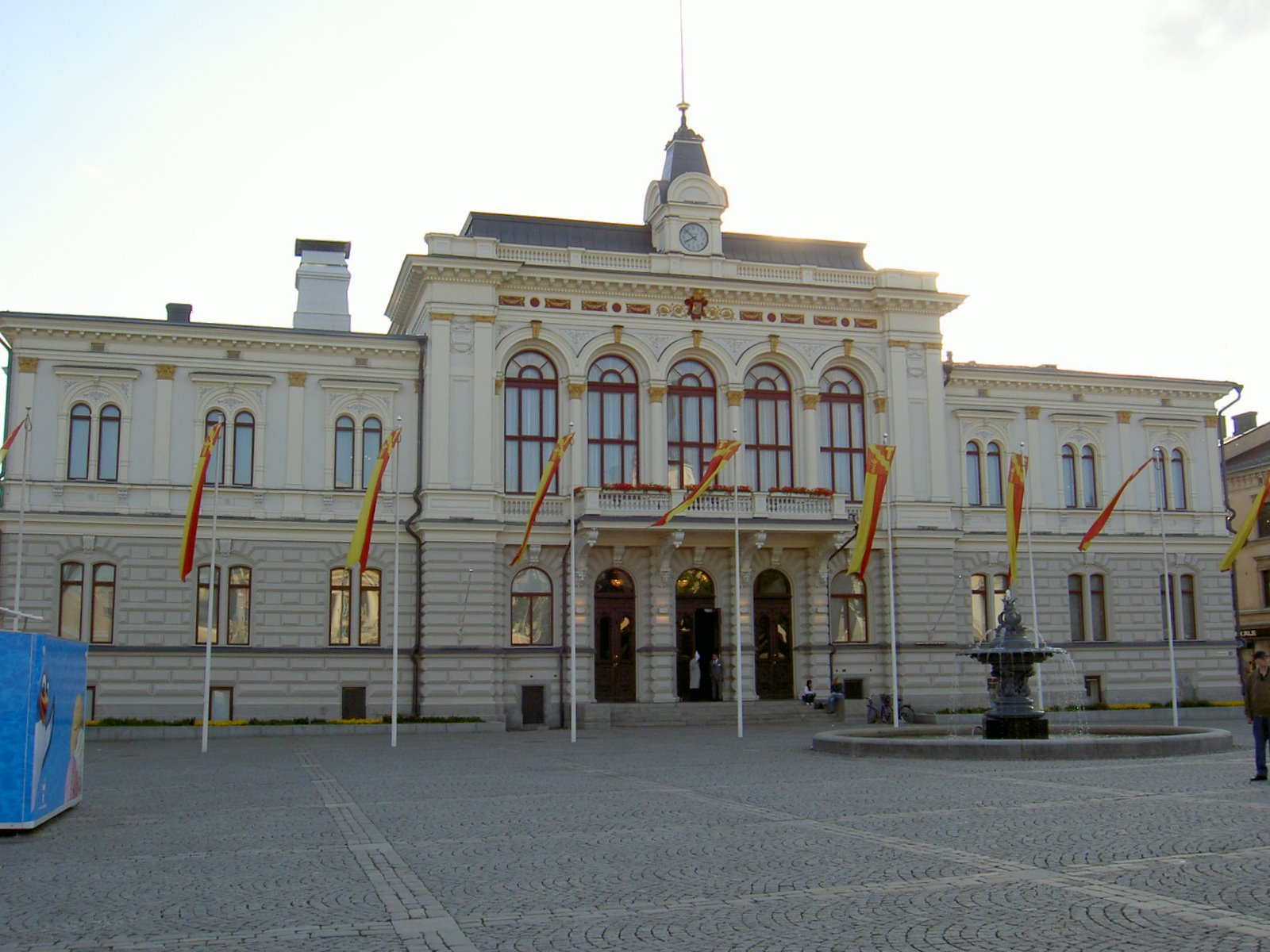
탐페레 공회당
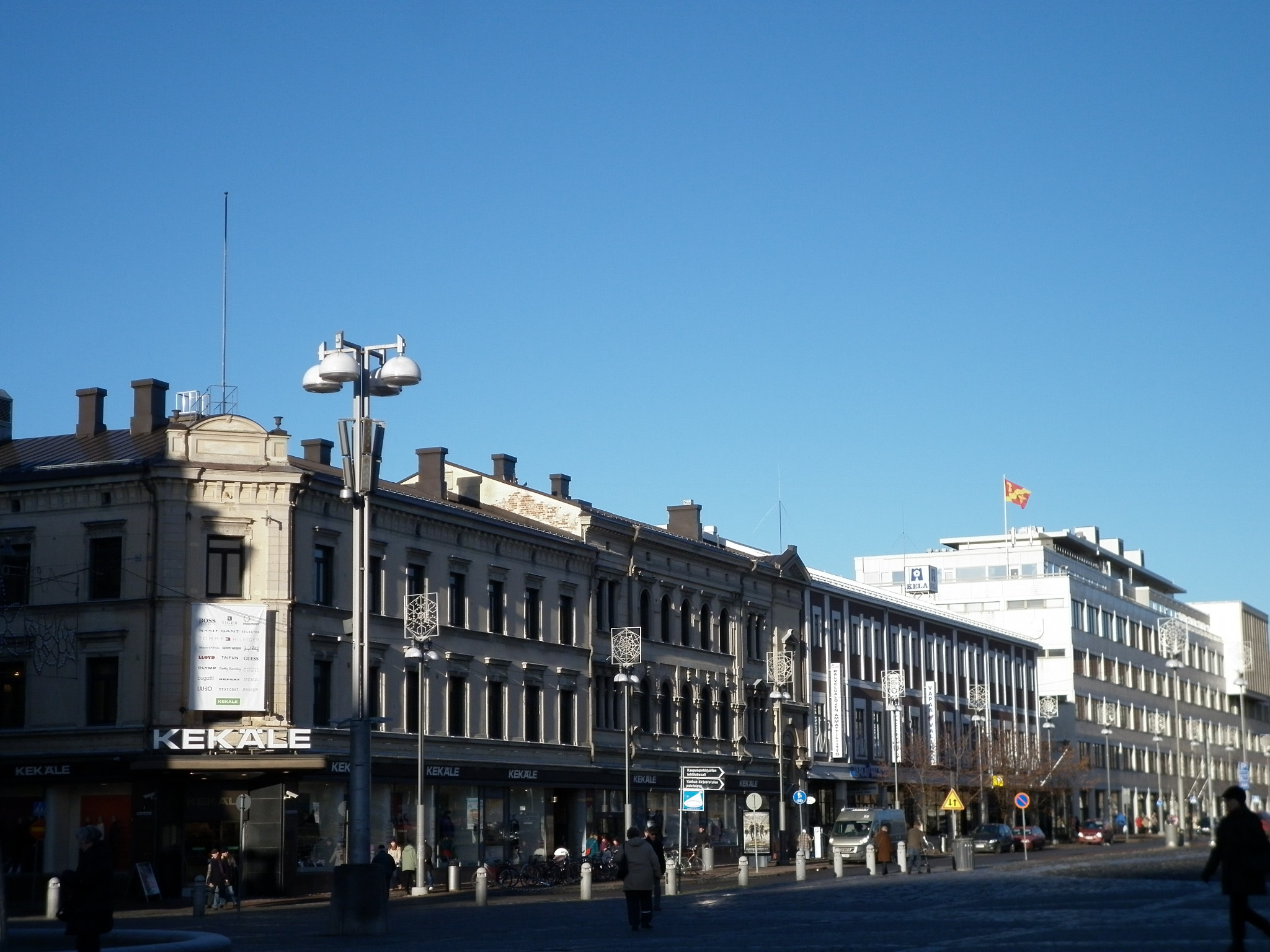
산드베르긴 탈로, 켈란 탈로
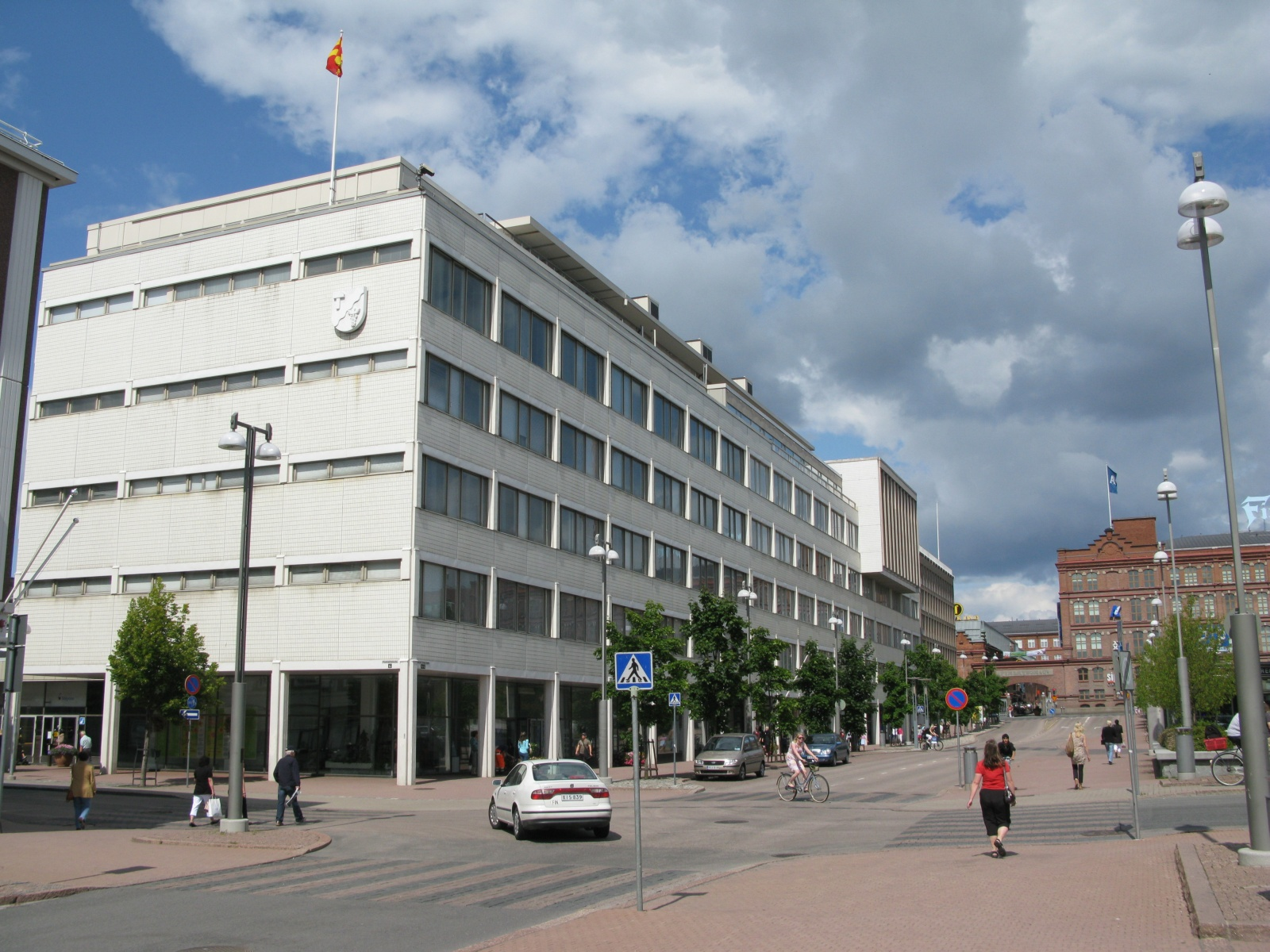
탐페레 중앙관청청사
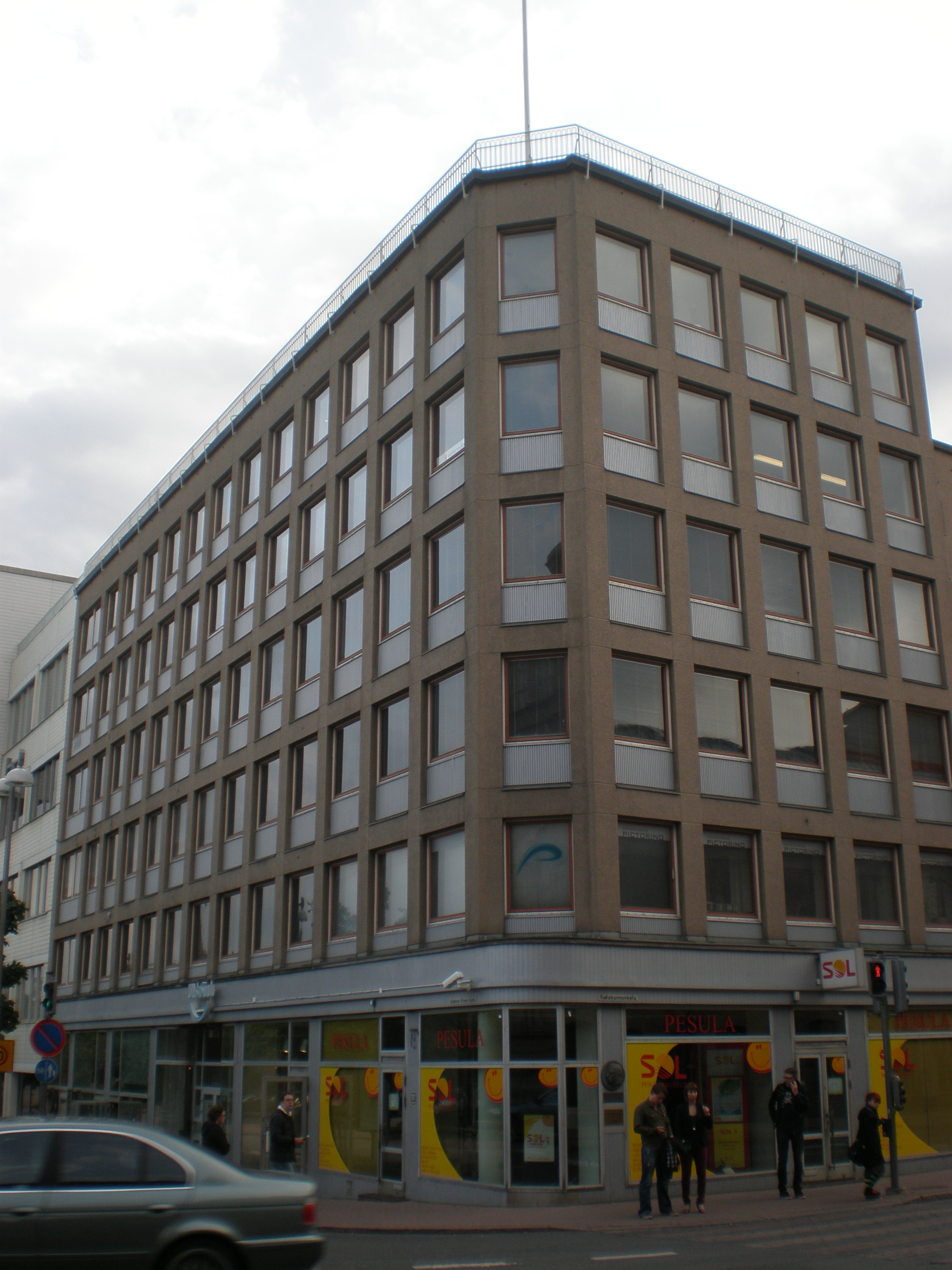
텍스틸리탈로
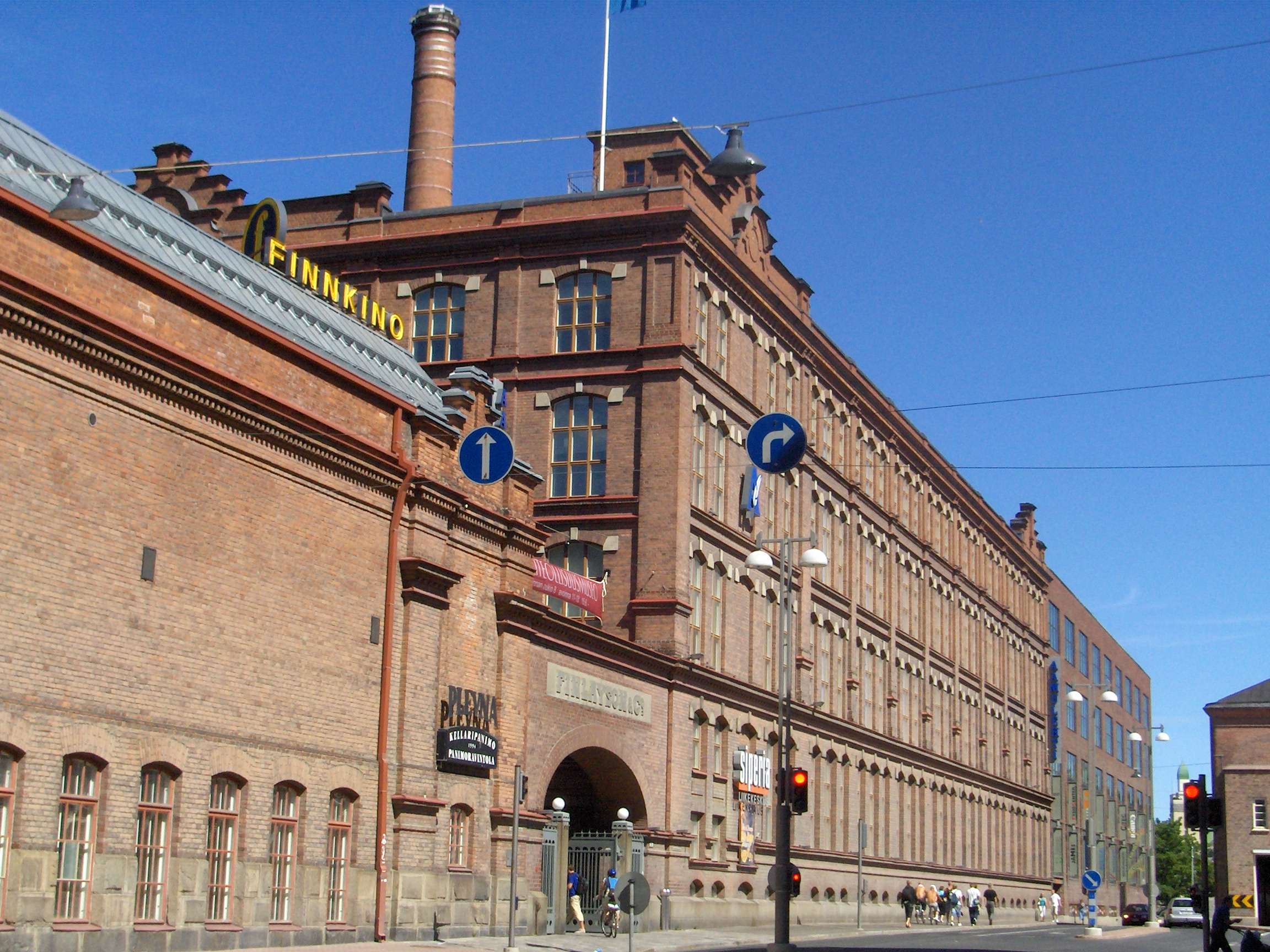
핀레이슨 제면소
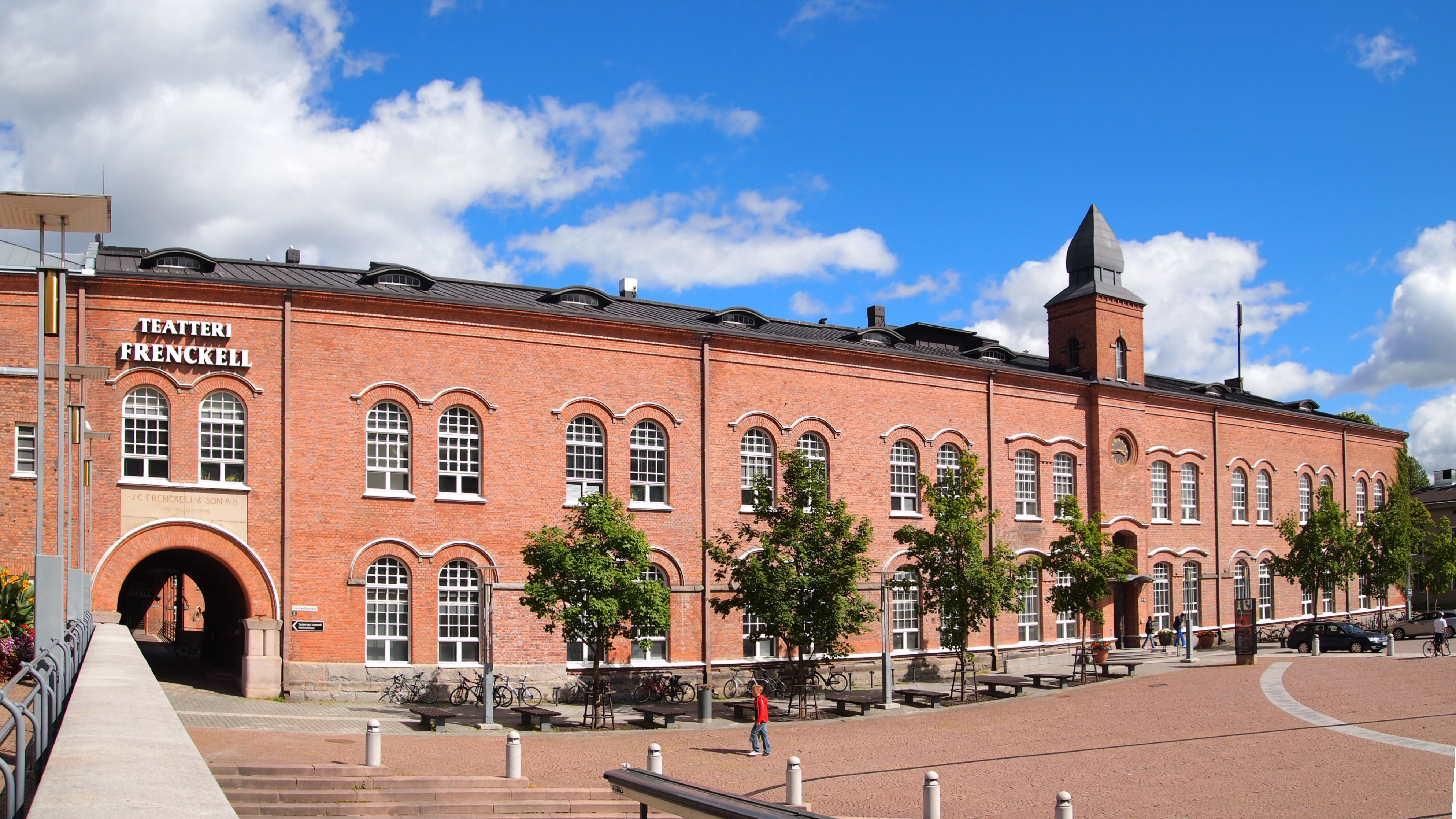
프렌켈 제지소
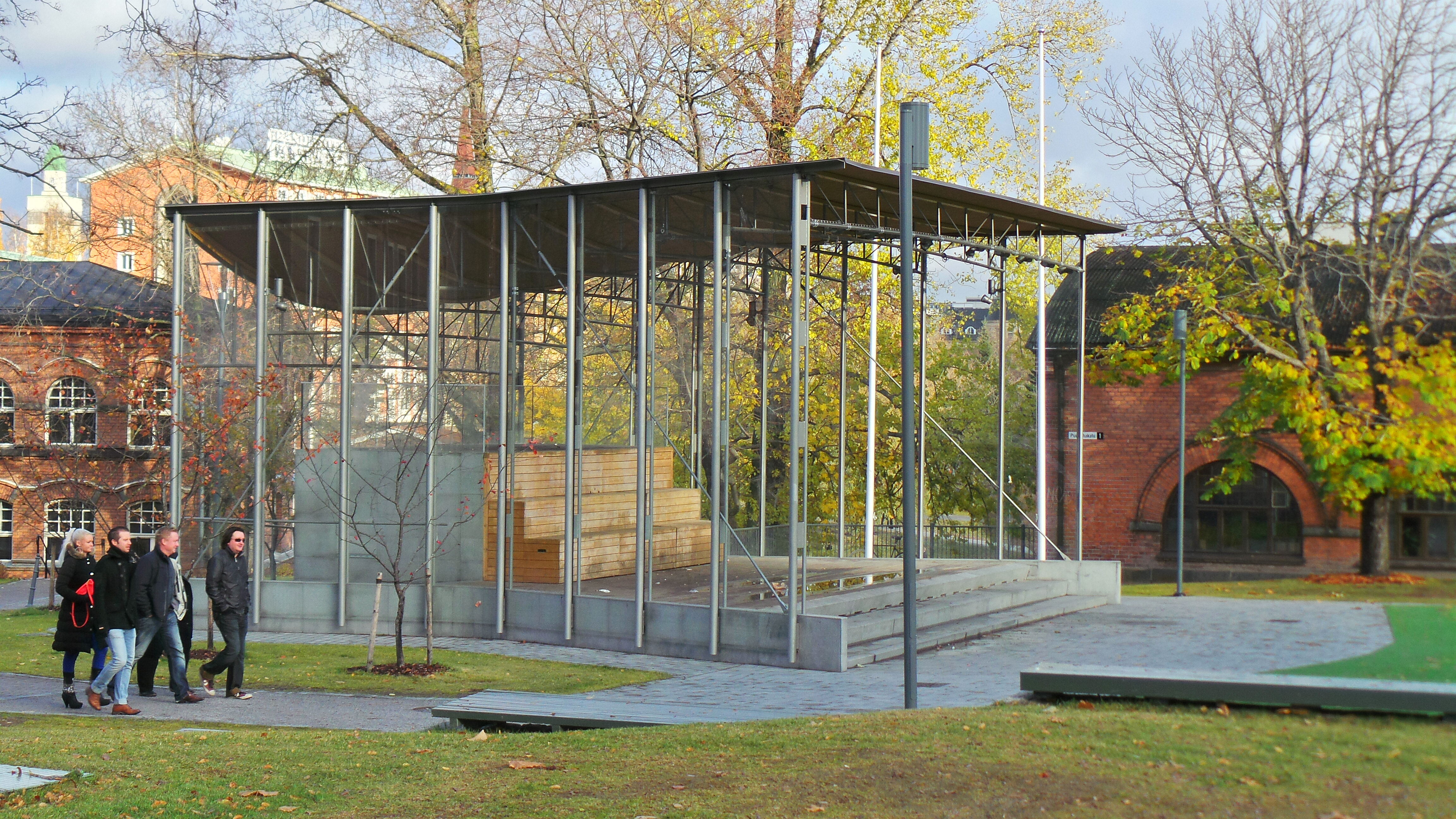
라이쿠 연단
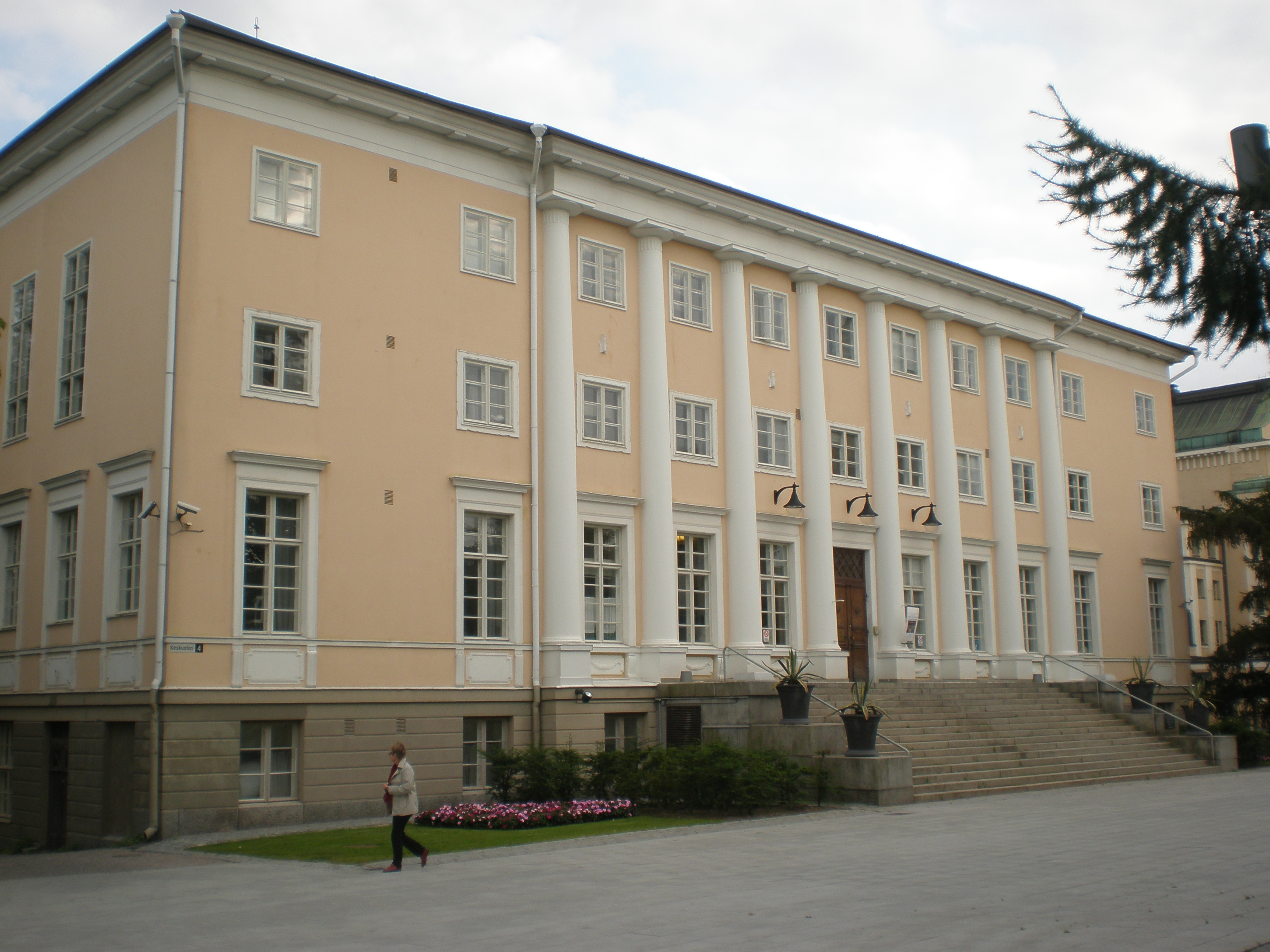
라이쿠 문화관